# Feuerstellenplatz von Jarmen

Lage

Der Feuerstellenplatz von Jarmen, im Landkreis Vorpommern-Greifswald in Mecklenburg-Vorpommern wurde beim Bau der Autobahn A20 am Übergang über die Peene entdeckt. Beim Fundplatz von Jarmen handelt es sich um einen bronzezeitlichen Platz, der sich über eine nahezu ebene Grundmoräne unmittelbar südlich der Peeneniederung erstreckt und bis auf 40 m an das Peenetal heranreicht. Bei den Plätzen handelt sich um Ansammlungen gleichartiger Feuerstellen, die fast immer in exponierter Lage und unmittelbarer Wassernähe angelegt wurden. Sie liegen bisweilen in der Nähe bronzezeitlicher Gräber, jedoch stets abseits von Siedlungen. Feuerstellen enthalten nur sehr selten Funde und sind obertägig kaum nachweisbar.

## Kontext
In Skandinavien und Norddeutschland sind die im Jahre 1906 erstmals erkannten Gargruben (dänisch Kokegroper), (schwedisch Kokgropar med Skärvsten),  (englisch Pit Alignments) insbesondere ein Phänomen der jüngeren Bronze- und der Eisenzeit. Die neuere Forschung bezeichnet derartige Fundstellen als Kultfeuer- oder Feuerstellenplätze. 1989 listet Sigrid Heidelk-Schacht bereits 30 derartiger Plätze in Mecklenburg-Vorpommern und im Norden von Brandenburg und Sachsen-Anhalt (Zedau) auf.

## Grabungsareal
Die Ausgrabungen der Jahre 1997/98 beschränkten sich auf eine 4000 m² große Fläche, auf der, in vier Teilbereichen auftretend, 121 Befunde festgestellt wurden. Die Siedlungsreste an den Rändern der Grabungsfläche erbrachten Funde unterschiedlicher Zeitstellung und belegen eine Nutzung des Areals während der jüngeren Bronzezeit, der mittleren Slawenzeit, sowie der Neuzeit. Im westlichen Teil der Grabungsfläche kam ein deutlich abgesetztes Feuerstellenfeld zutage. Es erstreckt sich über eine Fläche von 20 × 16 m und umfasst 54 größtenteils linear angeordnete Feuerstellen. Insgesamt lassen sich acht Ostsüdost-Westnordwest ausgerichtete Reihen erkennen. Die 11 bis 14 m langen Reihen bestehen aus fünf bis acht Feuerstellen. Eine der beiden mittleren Reihen, die aus lediglich drei Befunden besteht, ist nur sechs Meter lang.

## Fundstellen
Die Feuerstellen haben überwiegend Durchmesser zwischen 0,8 und 1,6 m. Das muldenförmige Profil weist Resttiefen von 10 bis 25 cm auf. In die Verfüllung aus asche- und holzkohlehaltigem Erdreich waren häufig Holzkohlekonzentrationen und geglühte Lesesteine eingelagert. Es ist anzunehmen, dass die Brandschichten durch massive Steinlagen abgedeckt waren. Die Holzkohlereste aus drei Feuerstellen wurden mittels Radiokohlenstoffmethode datiert. Alle Proben erbrachten ähnliche Werte und weisen in die Zeit um 830 v. Chr.

## Pfostenkomplex
Etwa 12 m nördlich des Feuerstellenfeldes wurde eine isolierte Nord-Süd gerichtete Pfostenanordnung entdeckt. Sie hat die Größe von 8,5 × 5,4 m und besteht aus drei Reihen. Mittig zwischen den Pfosten der östlichen Reihe liegt eine zeitgleich angelegte Feuerstelle. Aus fünf Pfostengruben liegt zerscherbte Keramik vor, die wahrscheinlich jungbronzezeitlich ist. Von Interesse ist ein fast vollständig erhaltener Napf, der am unteren Rand des Pfostenschattens eines der Innenpfosten gefunden wurde. Er dürfte ein Bauopfer darstellen. Ob die westlich entdeckte 6 × 4 m große Grube in Zusammenhang mit dem Pfostenareal steht, ist unsicher. Sie enthielt zwei unbearbeitete Findlingsplatten von 2 × 1 m beziehungsweise 2 × 1,5 m Größe. Angesichts des benachbarten Feuerstellenplatzes sowie der Steinplattengrube ist eine Deutung des Pfostenareals als Kultanlage nicht auszuschließen. Bronzezeitliche „Kulthäuser“ sind aus Skandinavien bekannt, fehlen in Norddeutschland aber bislang. Auch sind sie nirgendwo im Nahbereich eines Feuerstellenplatzes nachgewiesen.